# Eschbach (Baden-Württemberg)
Eschbach è un comune tedesco di 2 295 abitanti, situato nel land del Baden-Württemberg.